# アオアシ
『アオアシ』は、小林有吾による日本の漫画作品。監修はスポーツライターの飯塚健司。Jリーグの男子高校生年代「Jユース」を扱っているサッカー漫画で、『ビッグコミックスピリッツ』（小学館）にて、2015年6号から2025年30号まで連載された。
2015年当時の『スピリッツ』副編集長が「Jユースを本格的に取り扱った漫画がない」ことに注目、企画された。そこで月刊スピリッツ誌上で読切「ショート・ピース」を発表し、過去の連載作品と合わせ、ストーリー性に高い評価を得ていた小林に執筆を依頼。スポーツ漫画に興味を示さなかった小林は一旦固辞するが、副編集長の強い勧めにより考え直し、引き受けることになった。
2017年マンガ大賞第4位。2019年、amipro主催により脚本・演出は伊勢直弘で舞台化された。2020年、第65回小学館漫画賞一般部門を受賞した。2025年3月時点で単行本の累計部数は2300万部を突破している。
『ビッグコミックスピリッツ』2021年32号より、青井葦人の兄・青井瞬を描いたスピンオフ『アオアシ ブラザーフット』が連載されている。『ビッグコミックオリジナル』2024年11号と同年12号に同誌50周年記念読み切りとして、「サッカー×料理!?」を描いたスピンオフ『アオアシ ミッドナイト・ダイナー』を前後編で掲載。

## あらすじ
1 - 4巻
愛媛県の公立中学の弱小サッカー部のFW・青井葦人は、個人技は拙いながらも、抜群のボールへの嗅覚と、フィールド上の俯瞰能力、サッカーへの情熱と上達の早さにより、「東京シティ・エスペリオンFC」ユースチーム監督の福田達也に見出され、ユースのセレクションを受けることになる。
セレクションの最終試験では、昨年のセレクション合格者阿久津渚がいるユースチーム2軍との試合が行われるが、圧倒的な劣勢からアシトは一点を取り返す。セレクションで同じチームになった橘総一朗、大友栄作と共に合格したアシトは、ユースに入団して寮暮らしをすることになる。しかし、個人技が拙いだけでなく、個人戦術が全くできないアシトは、新入生紅白戦でチームのお荷物になってしまう。
「止めて蹴る」という、文字通りのサッカーの基本動作から始めることになったアシトは、深夜までの特訓を開始する。元暴走族で唯一のスカウト生である冨樫慶司からのアドバイスにより、オープンな視野で次の動作を意識したボール裁きを身につける。
5 - 8巻
ユース一軍との全体練習が始まるが、昇格生の朝利マーチス淳と黒田勘平との連携がアシトには理解できず、チーム全体にギスギスした雰囲気が伝播する。自分を見てくれないと考えていたアシトであったが、自分もチームメイトを見ていなかったことに気づき、トライアングルを機能させただけでなく、フィールド全体の敵味方をも意識するようになる。
ユース最高傑作とも言われる栗林晴久の鮮烈なプロデビューを見て、キラーパスの習得を試みるアシトであったが、急転直下、福田監督に「あること」を命令され、大きなショックを受ける。納得いかないながらも、栗林の「首振り」に注目したアシトは、再び特訓を開始する。そんな中ユース2軍は、東京都リーグで4連敗を喫し、降格圏に入ってしまう。6戦全勝トップの武蔵野ユースには、セレクションにおいて同じチームでプレーした中野淳之介と金田晃教が入団していた。
9 - 11巻
武蔵野ユースとの対戦を前に、橘は自信を失い試合に出さないよう懇願する一方、冨樫と竹島龍一が騒動を起こす。アシトらは冨樫と昇格生の間の確執の真相を知り、アシトは武蔵野に勝つことを橘らに誓う。
武蔵野のハイプレスサッカーに、エスペリオンはロングボールによるダイレクトプレーで対抗するも通用せず、武蔵野の司令塔である武藤千秋に1点を先制される。アシトと大友が繋いだボールで橘がオーバーヘッドシュートを決め同点とするも、武蔵野の監督佐竹晃司の采配と金田の得点への執念がエスペリオンを圧倒し、冨樫と竹島の連携ミスを見抜かれて1点を奪われる。混乱するエスペリオンはさらなる危機に直面するが、黒田の身を犠牲にしたクリアで失点を免れる。
黒田の行動とBチーム監督伊達望の説得で冨樫らの心境が変化する一方、自得点にこだわるアシトに福田はアドバイスを行う。団結したエスペリオンは金田を完封して反撃を開始し、アシトのダイアゴナルランを皮切りに武蔵野は混乱に陥り、大友、続いてアシトがゴールを決め逆転する。 その試合全体の評価によって青井、大友、
黒田、冨樫の4人がAチームに昇格した。
12 - 14巻
見事に一軍に昇格した青井たちであったが、他の一軍のメンバーを見て実力がまだまだ足りないと実感する青井たち。葦人は高円宮杯プレミアリーグに後半から出場したものの、突きつけられたのは厳しい現実だった。そこで夜練を始めた葦人たちを見た福田が、毎週のある時間のみ練習に付き合うと言われ、闘志を燃やしているメンバーがいる一方で、暗闇の中の練習で怪我をしたくないと練習参加をしなくなるものもいた。そんな中、U–18の代表招集により、主力が抜けることで二試合をすることになったエスペリオン。
しかし代表常連の桐木曜一の代わりに阿久津が代表に入ったことに驚きを隠せないチームメイト。
そして葦人や竹島、冨樫などの一年がスタメン入りして試合が始まろうとしていた。
15 - 17巻
東京VANSユース戦。
18 - 20巻
船橋学院高校戦。トリポネ・ルフィン
21(23) - 27巻
青森星蘭高校戦。北野蓮
28 - 30巻
青森戦を終えたアシトは、エスペリオン・トップチーム監督エルナン・ガルージャから、3日間のトップ練習参加を提案される。 司馬明考
31 - 33巻
愛媛への一時帰省、福田の過去。
34巻 -
バルセロナU-18戦。デミアン・カント

## 登場人物
演の項は舞台版の俳優、声の項はテレビアニメ版の声優。

### 主要人物
青井 葦人（あおい あしと）
演 - 杉江大志（2019年版）、あおい（2022年版） / 声 - 大鈴功起
本作の主人公。ポジション：FW（フォワード）→DF（左SB）。愛媛県出身で上京後も方言で喋る。天才を自称し、中学時代は自分にボールを集めるようにすることでゲームメイクしていた。開始時点では中3→卒業前に上京、進学して高1。天パ頭がトレードマーク。「俺が戦術」と豪語する（していた）自信家のお調子者。劇中では名前を呼ぶ際に「アシト」とカタカナ表記されることが多い。根っからのサッカー少年だが、典型的な欧州サッカーファンでJリーグには全然興味がないタイプ。福田の誘いでセレクションを受け合格し、東京シティ・エスペリオンユースに所属。背番号33。武蔵野ユース戦後という比較的早い段階でBチームからAチームへと昇格する。
セレクションで出会った花と交流するうちに自覚のないまま惹かれるようになるが、船橋戦後からは強烈に意識するようになる。
愛媛では高校のサッカー推薦も検討されていたが、ユースの基準では技術的にも知識的にも素人同然、フィジカル的な資質もFW向きではない。しかし「出場した試合の特定のシーンにおける両チームの選手全員の位置を後から正確に思い出せる」といったことに代表される、超人的な「俯瞰」の才能を持つ。なお、現実にこのような能力を持つ著名な選手としてシャビがおり、劇中でも説明の際に言及されている。この才能を最も活かせるのは前ではなく中盤から後ろのポジションであり、サイドバックとして未だ誰もなし得ていない史上初の攻守コンプリートを実現し、将来的には司令塔へと成長する事を期待されている。
今までポジションはFWであり点取り屋を志してきたが、福田直々に身体の資質的にFWとしては大成できないと断言され、彼の持つ最大の才能である俯瞰能力を活かせるSBへのコンバートを告げられることとなる（福田は砂浜で出会った時から転向させるつもりでユースへと誘っていた）。その後は今までのサッカー人生で微塵も学んでこなかった組織的な守備の習得が最大の課題として立ち塞がっていく。初期のころはとにかく下手で度々チームに迷惑をかけていたが、技術の習得とその応用スピードが異常と認識されるほど早く周囲を度々驚かせる。特に栗林のプレイから学んだ｢首振り｣は才能の開花に大きく寄与した。だが、どうしても経験と時間が解決に必要な足下の技術だけは未だギリギリ及第点レベルと下手。
船橋戦を控え自分とサッカーの事以外何も見えていない危険なレベルで集中し（母親や花に邪魔だと失言するほど）攻守コンプリートの手掛かりを掴みかけるが、トリポネの前に敗れレッドカードで退場。悪夢を見るほど落ち込むが、引退する平にヘアバンドを託され一からやり直す決意を固める。守備を学び直すため阿久津に師事し、仲直りした花にも支えられ、長いスタメン落ち期間（これには暴走していると分かっていたのに止めなかった福田の後悔も影響）を使って鍛え直し青森星蘭戦で復帰。この期間中、トリポネに負けて立ち込めていた黒い霧が阿久津が一度だけ素直に教えてくれたアドバイスで晴れた事に加え、阿久津から敵では無く味方の研究をする様に言われたことと、自分と同じ能力を持ちその道を先行している北野との対峙により、中に入るSBというプレーを選択し遂に攻守コンプリートへの切っ掛けを掴む。またこの試合で司令塔としても片鱗を現した。
福田 達也（ふくだ たつや）
演 - 平野良（2019年版）、藤原祐規（2022年版） / 声 - 小林親弘
Jリーグ所属「東京シティ・エスペリオンFC」ユースチーム監督。32歳→34歳。経歴：東京国堂館高校→東京シティ・エスペリオンFC（J1）→FCサバデル（リーガエスパニョーラ）→SCサンルイス（メキシコ2部）→CAカンポグランデ（パラグアイ2部）。
エスペリオンユースの若き監督。だらしなく飄々としているが、かつてはエスペリオン所属のMFであり、日本代表にも選ばれスペイン1部でプレーしたが、そこで大怪我を負ってしまい、トップレベルへの復帰は叶わず若くして引退した過去を持つ。生まれが愛媛で、帰郷した際に偶然アシトを見つけた。
エスペリオンユースをユース最強チームに成長させた功労者であり、世界で戦えるチームを作ることを目標としている。自分の率いるチームで世界を圧倒することを目的としており、そのためには「育成」が最も重要だと思っている。今のユースには自身でその才能を見出した選手が幾人かおり、彼らの成長を待っている。
伊達になぜ葦人がSBなのかと問われた際、視野の才能があるだけで弱点だらけの葦人を相手の来る方向が限られるポジションへ付ける事で最初の課題を限定させてやりたかった。だが課題を克服しても中盤は専任とはなりえない。葦人は「自由」を与えてこそ光る男であり、SBとはサッカーで一番｢自由｣を与えられたポジションでその人間性や才能に合っている。中に入るか左サイドを駆け上がるかどちらを選ぶかは最後に自分で決める事だろうが、そこはきっと世界に繋がっていると語った。
一条 花（いちじょう はな）
演 - 星波（2019年版）、白沢かなえ（2022年版） / 声 - 河瀬茉希
本作のヒロイン。福田の義妹。勝ち気でちょっと変な金髪美少女。たまにユースの手伝いをしていたことでセレクションに来たアシトと出会い、そのプレイをみて選手時代の福田を想起させられたことでファンとなる（自称：最初のファン）。その後なんやかんやで家族ぐるみでの知り合いとなり、母親の紀子とは度々電話しあうほど仲良しに。サッカーは観るだけでプレイやポジションに対しての専門知識は全く無いが、スポーツ外科医を志しており栄養学の知識でアシトに専用の献立を作って与えている。
以前から自覚のないままに葦人とお互いを意識しあってはいたが、武蔵野戦後に思わず額にキスをしてしまってから、船橋戦に至るまで周囲の状況も含めて色々と重なりギクシャクした仲になってしまう。だが船橋戦で潰されうちひしがれる葦人を見て、一緒に観戦していた紀子の隣で大泣きし愛している事を認める。これ以降強烈に意識するようになるが、サッカーに集中させるため葦人の前では平静を装い気持ちを抑え続けている。
栗林 晴久（くりばやし はるひさ）
演 - 田中稔彦 / 声 - 梅原裕一郎
ポジション：MF。東京都出身。身長178センチメートル・体重66キログラム。小3からエスペリオンに所属している。エスペリオンユースの最高傑作と評され、新2年生にしてエスペリオンのトップチームに招集される稀代の天才MF。選手としても私人としても掴みどころがなく超然としており、常人とはまともに会話が成り立たないことも多々ある（ただし、仲間を気遣うなどの人間味はちゃんとある）が、サッカーへの情熱と向上心は凄まじい。アシトのことは自分の感性を共有できうる相手として注目している。ユースでは背番号10、トップチームでは背番号41。Aチーム所属。
プロを目指していると言う葦人に対して自身の目標である世界最高の選手を目指すという高みを語り、ただプロがゴールだと考えているのではダメなんだという気付きを彼に与えた。これに葦人は一番大事なことを教わったと感謝し、彼が自らの意識を変えていくきっかけとなった。
プレミアリーグ途中でプロ契約になり16才でJリーガーとなるが、早期にエスペリオンを出て海外に行く構想を持っている。これはクラブ側も承知の事で、渡された契約書には2年後の18才でフリーになれる内容が記載されており、福田から後に続く選手達のため海外への道を拓いてくれと託される。
阿久津 渚（あくつ なぎさ）
演 - 橋本全一 / 声 - 武内駿輔
ポジション：FW/DF。京都府出身。1年でAチームに昇格するほどの実力を持つ、前年度のセレクション合格者。背番号4。Aチーム所属。名前は中性的だが長身の坊主頭で凶悪な人相の持ち主であり、そして性格も凶悪極まりない。セレクションで対峙したアシトが気に食わず暴言（ストレートな罵倒から粘着質な精神攻撃まで使いこなす）を繰り返し、挙句に痛めつけるためだけのラフプレーを行うなど、最初にして最悪の敵として立ち塞がる。当然ながら後に同じチームの仲間となって以降も、さすがに手は出さないが暴言には暇がない（が、初期のアシトは実力不足から大半の仲間にボロクソに罵られているため、相対的にそこまで際立っていない）。その尖りすぎな印象に反して葦人に次ぐほど個人の描写が多く、紛れもなく「主要人物」の一角である。
上昇意識が非常に強く、他のチームメイトにも誰彼構わず暴言を吐くなどまさしく狂犬だが、一方で選手として類稀な強靭なフィジカル、その性格と直結した強気の姿勢、高度な守備技術を併せ持ち、さらには急造FWすら務められるほどの攻撃力も持つ万能CBであり、エスペリオンユースでも栗林に次ぐ有望株の一人。チェコ遠征にてU-18初選出されるも、最初は全く起用されず焦りとイラ立ちから一時は自暴自棄にもなりかけたが、その姿に対しての義経の苦言やU-18監督からの言葉に奮起。終盤の試合で起用されて結果を残したことから名前が界隈に広まり始める。
船橋学院高戦後に同室だった平がユースを去る時、ときおり栗林以上の光が見えることがあると評され後を託された。この試合の時に平の引退で浮足立ったエスペリオンユースの中でチーム全体を俯瞰して見ていた唯一の選手という事もあり、2年生全員の総意でチームの主将を要請される。SBになったアシトとは試合において否が応でも連携を取らなければならず、平に直に頼まれたのもあって（お互い不承不承ながら）師弟めいた立ち位置になる。その後アシトに自分の攻守の判断基準や攻撃で使ってる「俯瞰」を守備で使う様アドバイスをした。また、青森星蘭戦の前には相手から1対1でボールを奪われないための方法と、試合までの時間をかつてエスパリオンユースに入団した時に、試合に出るために自分が最初にした味方のスカウティングに費やして、それを自分とも共有するよう命令した。
家庭は複雑で母親はいるもののネグレクト状態であり、父親は行方不明。最悪な家庭環境から自身を拾ってくれた福田監督には大変な恩義を感じている。育て親代わりの加瀬（育成部長）や福田からは誰よりも人として強いと認められている。彼のモデルは、クリスティアーノ・ロナウドやルカ・モドリッチやカルロス・テペスやズラタン・イブラ・ヒモビッチといった酷い境遇から這い上がってきた海外の選手達であり（阿久津の家庭環境が語られた際に実例として挙げられた）、そんな境遇でここまで来た阿久津がどんな選手になるのか見届けたいと福田は語っている。
ガノン大阪戦から様子が少しおかしかったが、それは袂を分かっていた母親の千早から病院の連絡先が書かれた手紙が届いていたためだった。その後動きに精彩を欠いてチームに迷惑を掛けていたため、青森星蘭戦前に全ての決着を付けるため病院に出向くが、そこで再会した母親は余命わずか1ヶ月だと知る。憎しみは消えずやったことは絶対に許せないながらも、死ぬ直前に全てを無くした母親の最後に心に残っていたモノは息子の事だったと知り、一度でいいから母に自分を見て欲しかったという子供のころの想いが叶っていた事で自分の心の蟠りに決着が付く。それ以降は、口の悪さはそのままだが誰彼構わず噛みつく凶暴性は鳴りを潜め、かつて東京へ旅立つ際に母親に新調してもらった葦人のスパイクを見て誉めるなど（以前なら貶していた）人間的に大きく成長し、死別した母親の葬儀も立派に務めた。

### 東京シティ・エスペリオンユース
優等生が多いとされているユース。プレミアリーグで皇帝と言われるほどの強豪。1年生13人。2年生15人→13人→12人。3年生10人→6人で構成されている。A・Bチーム約20人ずつに分かれている。

#### 1年生
上学年と比べ、癖の強い選手が多い。当初は、昇格生とセレクション生との間に深い溝が出来ていたが、冨樫以外は成京高校戦で和解する事となる。
青井 葦人（あおい あしと）

冨樫 慶司（とがし けいじ）
演 - 小波津亜廉（2019年版）、永田薫（2022年版） / 声 - 八代拓、小松未可子（小学生）
ポジション：FW→MF/DF（ディフェンダー）。福田が自らスカウトした、唯一の入団生。背番号31。Bチーム所属。武蔵野戦後にAチーム昇格。所属していた暴走族と手を切ることを条件に福田からスカウトされた。今年度唯一のスカウト組。リーゼントの巨漢でどこからどう見てもヤンキーだが、サッカーにはとても真摯である。フィジカルに長け攻撃力も高いCBで、ユースの中では荒削りだがアシトと異なり基礎は整っている。小5の時に出会った福田の言葉がきっかけでサッカーに打ち込むようになり、スカウトされるまでになった過去を持つ。昔ジュニアユースのチームに練習生として参加した際に、ユースの監督がいる時といない時で彼らのプレイがまるで違ったこと（監督へのアピールばかり意識）と、怪我を恐れて途中でボールを放棄する勝利に対する真剣味の足りなさ（怪我をしない、プロになる、勝つの順番でプレー）に加えて、そうした弱さをまるで自覚できていない事にブチ切れ、これが確執になり当初ジュニアユース昇格組との仲（特に直接組んだことのある黒田と竹島）は険悪だった。後に竹島と喧嘩して蟠りを解消したり、黒田が自分を変えようとし始めた事で互いに話すようになり険悪さは無くなる。寮では青井と同室。A昇格するも伸び悩む自分とは対照的に、下だと思っていた葦人がどんどん伸びていく事に対して蟠りを抱き始めていたが、海堂杏里に「青井選手に学んでは？」と助言され「今一番Bに近いのはお前だ」という福田からの叱責で一念発起。くだらないプライドを捨てて葦人に首振りの教えを請い、葦人ほどではないがある程度の視野の広さを身に付ける。この時より始めたBチームも巻き込んだ夜練で実力を伸ばし、東京VANS戦でDFとしてレギュラー起用される。
杏里とは以前から度々会話していたが、船橋戦後に失恋し試合会場の外で泣いていたのを見つけてしまう。それ以降、試合が終わる度に彼女に内容を解説する役を頼まれる(彼女の監督になるという夢の目的が大きいが、台詞から見たことの口封じも兼ねていると考えられる)。このことも試合後に自分も含めたチーム全体のプレーを言語化するという良い整理の時間となり、より選手としての力を高めている。
大友 栄作（おおとも えいさく）
演 - 柏木佑介（2019年版）、平松來馬（2022年版） / 声 - 橘龍丸
ポジション：MF（ミッドフィールダー）。セレクション合格者。背番号36。Bチーム所属。武蔵野戦後にAチーム昇格。俗な性格だが、小柄で冴えない容姿であるためイケメンを目の敵にする。それ故に異性や恋愛関係に対し多感。普段は軽口を叩く悪友キャラだが、かなりの小心者であり試合前などには極度の緊張に陥ってしまうほどの弱気になる。しかし、いざピッチに立てば別人のように落ち着き周囲を盛り上げるいぶし銀の活躍をするMF。セレクションでは試験中に同チームになるであろうメンバーに声をかけて能力を把握しようとしていた姿勢を評価された。寮では朝利と同室。A昇格後苦戦していたが、黒田と共に助言を貰いに行った伊達コーチに、強いメンタルを評価しており主将向きだという言葉を貰い奮起させられた。その後冨樫の夜錬に参加するようになり、レギュラーとして試合に出る場面も増えてきた。
橘 総一朗（たちばな そういちろう）
演 - 谷佳樹（2019年版）、鈴木祐大（2022年版） / 声 - 山下誠一郎
ポジション：FW。横山武蔵野ジュニアユース出身。セレクション合格者。背番号28。Bチーム所属。アシトと共にセレクションを合格した仲間。生真面目で爽やかな好青年。天然な一面もあるが、責任を背負い込む性格。真顔でクサい台詞を吐いてはアシトや大友達を赤面させる。古巣の武蔵野時代はエースであったが、馴染んだチームにいることで競争心を失うことを危惧していた。そんな折にエスペリオンユースのサッカーを目の当たりにし、武蔵野のチームをやめてセレクションを受けた。寮では黒田と同室。学業も優秀らしく、エスペリオンとの提携校ではない進学校に通っている。武蔵野レディースに双子の姉がいる。葦人達がA昇格した後はBのエースとして活躍していたが、冨樫の夜錬に巻き込まれて葦人のモチベーションの高さに触れ今以上に奮起。U-18代表のチェコ遠征で、Aのレギュラー4人が一時的に抜ける事となったプレミアリーグの東京VANS戦前よりAチームに昇格した。
原作者の小林によると、当初の構想ではセレクションで落選する予定だった。しかし描いているうちに「受かるかも」と思い、予定を変更しエスペリオンユースで葦人らとチームメイトにする運びとなる。
本木 遊馬（もとき ゆうま）
演 - 中尾拳也（2019年版）、フクシノブキ（2022年版） / 声 - 榎木淳弥、藍原ことみ（小学生）
ポジション：FW。ジュニアユース昇格組。背番号29。語尾に「じゃー」などをつける話し方。お調子者な性格で、コミュニケーション能力が高い。周囲には隠しているが本質的には相当な目立ちたがり屋。これはチームにはバレていなかったが、取材を続けていた金子には見抜かれていた。味方を的確に操れるコーチング力を持つFWで、ジュニアユース時代から頭一つ抜けた評価を受けており、葦人達ユース一年の中でも真っ先にBチームからAチーム（1軍）に昇格する。ヘッドコーチの伊達からは、周りを使いながら感性を併せ持つ理想のFWと評価されている。一年の中で一番最初にA昇格してから一度もBに降格せず、ベンチではなくレギュラー起用され続けるなど高い実力を示し続けている。その経歴は葦人から主人公みたいな奴だと言われる。
朝利 マーチス 淳（あさり まーちす じゅん）
演 - 秋葉友佑（2019年版）、宮里ソル（2022年版） / 声 - 加藤渉
ポジション：DF（サイドバック）。ジュニアユース昇格組。背番号25。Bチーム所属。イギリス人の父親と日本人の母親のハーフ。クールでプライドが高く、入団当初の青井達セレクション合格者達とは折り合いが悪かった。攻撃参加を持ち味とするSB。アシトが左専門なのに対して朝利は左右できるようで、そのためかポジション争いの側面はあまり出てきていない。黒田とともにAチームに昇格するが、武蔵野戦前に義経らと入れ替わる形で降格する。その後しばらくBで竹島と共にDFを務めていたが、冨樫の夜錬で葦人の高いモチベーションに触れて奮起。U-18代表のチェコ遠征でAのレギュラー4人が一時的に抜ける事となった際に再びAチームに昇格。プレミアリーグの東京VANS戦でDFとしてレギュラー起用される。黒田と共に葦人と最初にトライアングルで通じあった選手で、葦人が一番連携を取りやすい相手として試合の重要な場面で起用される事がある。
黒田 勘平（くろだ かんぺい）
演 - 山中健太（2019年版）、土屋直武（2022年版） / 声 - 堀江瞬
ポジション：MF。ジュニアユース昇格組。背番号26。Bチーム所属。表向きはにこやかで剽軽な性格をしているが、根は執念深く、ドライで毒舌な部分もある。過去の経緯から冨樫と仲が悪かった。朝利とともにAチームに昇格し、武蔵野戦前にBチームに降格する。武蔵野戦後に再びAチーム昇格。急激に実力が伸びていく葦人と違い伸び悩む自分を変えるべく模索していたが、大友と共に助言を貰いに行った伊達コーチの言葉でJrユース出身だというくだらないエリート意識に囚われていて成長出来なかったのだと気付かされ、一念発起して冨樫の夜練にも積極的に参加するようになり一皮むける。その際に確執のあった冨樫とも積極的に会話するようになった。朝利と共に葦人と最初にトライアングルで通じあった選手で、葦人が一番連携を取りやすい相手として試合の重要な場面で起用される事がある。
竹島 龍一（たけしま りゅういち）
演 - 辻諒（2019年版）、志村玲於（2022年版） / 声 - 熊谷健太郎、村中知（小学生）
ポジション：DF。ジュニアユース昇格組。背番号27。赤毛のリーゼント。試合中は終始真面目だが、平時は柔和でチャラいモテ男。彼女持ちで練習場や試合会場にも連れてくるため、大友からは最大の敵に認定された。DFですら攻撃的な選手の多いエスペリオンユースの中では貴重な純正守備型DF。同期の朝利からは守備に特化したアドバイスは竹島に聞くのが一番いいと評価されている。Bチーム所属。過去の経緯から富樫と仲が悪かったが、かつて彼に指摘された自分の弱さに自覚が無いという言葉はずっと心に引っかかっていた。こうした蟠りがプレーに影響を及ぼしてチームの負けの要因にも繋がったため、武蔵野戦前に冨樫と大喧嘩してお互いの持っていた蟠りを解消。また気合を入れるため頭を丸刈りにした。これ以降口では富樫の事を嫌いだと言いつつもその実力を誰よりも認めている。また少し髪も伸びたがリーゼントには戻していない。冨樫の夜練に巻き込まれたことで実力が伸び、U-18代表のチェコ遠征でAのレギュラー4人が一時的に抜ける事となったプレミアリーグの東京VANS戦前にAチーム昇格。DFとしてレギュラー起用される。わだかまり解消以降も富樫とは口喧嘩が絶えないが、試合ではよく連携してラインを構築することが多い。
明神 謙五（みょうじん けんご）
声 - 安田陸矢、佐藤はな（小学生）
ポジション：GK（ゴールキーパー）。ジュニアユース昇格組。背番号24。Bチーム所属。
ロアン 美濃（ろあん みの）
声 - 左座翔丸、引坂理絵（小学生）
ポジション：FW。ジュニアユース昇格組。背番号34。Bチーム所属。
島 安由太（しま あゆた）
ポジション：DF。ジュニアユース昇格組。背番号30。Bチーム所属。
増子 由維（ますこ ゆい）
声 - 内田修一
ポジション：MF/DF。ジュニアユース昇格組。背番号32。Bチーム所属。
亀山 航（かめやま わたる）
声 - 小宮逸人
ポジション：MF。ジュニアユース昇格組。背番号35。Bチーム所属。

#### 2年生
アウトローな阿久津以外は、比較的に生真面目な選手が多い。
栗林 晴久（くりばやし はるひさ）

阿久津 渚（あくつ なぎさ）

高杉 榮太（たかすぎ えいた）
声 - 古川慎
ポジション：FW/MF。ジュニアユース昇格組。背番号13（代表では6）。Aチーム所属。生真面目で責任感の強い性格で、チームを率いるのは自分でありたいと自負していたが、船橋学院高戦後にチームを俯瞰する阿久津の冷静な視点を認めて主将就任を要請。その場に立ち会った福田によって阿久津を補佐する副主将に任命される。
桐木 曜一（きりき よういち）
声 - 内山昂輝
ポジション：MF。ジュニアユース昇格組。背番号18。Aチーム所属。ボールキープ力やラストパスに長けるテクニシャンMF。U-18にも招集されるトップレベルの選手の一人なのだが、同じチーム・同学年・ポジションも被る栗林と長年比べられて二番手扱いされ続けてきたため劣等意識が強い。これまで優等生的なプレーを行ってきたが、本質はかなり我の強い自己中心的なプレースタイル。U-18へ自分は招集されなかったのに代わりに阿久津が招集された事実にイラ立ち、試合でもそうしたプレーが表に出てくるようになるが、それこそが彼の本当の持ち味で強みであり、それに気付いた葦人のアシストによって一皮剥ける。栗林の「最高の相方」と評される。
秋山 円心（あきやま えんしん）
声 - 手塚ヒロミチ
ポジション：GK。ジュニアユース昇格組。背番号16。Aチーム所属。フィールドプレイヤー並みの足元の技術を持つエスペリオンユースのメインGK。
基本的にビックセーブを多く描かれている。また明るく面倒見の良いその性格からチームのムードメーカーを担っている。
中村 平（なかむら たいら）
声 - 小野賢章
ポジション：MF/DF。ジュニアユース昇格組。背番号22。温厚な人柄からチームの誰もに慕われる人物で、あの阿久津と同室でありながらもいい関係を保っていた。初期から葦人にも優しく、よくアドバイスをしている。Bチーム→Aチーム。登場時はBチームであるもののAチームでも戦力として数えられる十分な実力の持ち主だが、後にチームメンバー達の才能の前に心が折れたと2年生中の引退を決意してしまう。基本「平さん」と呼ばれるが見ての通り名字ではなく名前。船橋戦を最後に引退したが、自分の使っていたヘアバンドを葦人に譲り、阿久津に栗林以上の選手になれると語って後を託し去っていった。
松永 國貴（まつなが くにたか）
声 - 虎島貴明
ポジション：FW/MF。スカウト入団生。背番号23。Aチーム所属。フィジカルに優れ、競り合いに敗れた際にはエスペリオン側から「あの松永が」と驚かれる体幹の強さを持つ。
オジェック 美濃（おじぇっく みの）
ポジション：FW。ジュニアユース昇格組。背番号17。Aチーム所属。俊足とロングシュートが特徴で、ロアン美濃の兄である。FWということもあり、得点が求められる場面での途中出場が多い。
清水 誠（しみず まこと）
声 - 粕谷大介
ポジション：MF/DF。ジュニアユース昇格組。背番号21。Aチーム所属。一時はBチームに所属した。コーチ陣からは長野と共に「ハッキリ守備的な選手」と評される。
長野 樹（ながの いつき）
声 - 手塚ヒロミチ
ポジション：MF/DF。ジュニアユース昇格組。背番号19。Bチーム→Aチーム。ポジションが重なる清水と共に「ハッキリ守備的な選手」という評価で、試合でもディフェンス面の貢献が目立つ。
菅原 顕人（すがわら けんと）
声 - 大野智敬
ポジション：MF/DF。ジュニアユース昇格組。背番号14。A→Bチーム所属。遊馬初めてのAチーム試合の時も出場していたが、その後に降格し再昇格の描写はない。この時期にAチームのメンバーとの実力差を痛感し、諦めの感情を抱く。それもあって当初はBチームですら通用しなかった葦人への対応は冷たく、全く面倒をみない上に陰口を言いふらすなど人間性の未熟さを覗かせた。
沼津 拓夢（ぬまづ たくむ）
声 - 神田優
ポジション：MF/DF。ジュニアユース昇格組。背番号15。Bチーム所属。
桑田 脩斗（くわた しゅうと）
ポジション：FW。ジュニアユース昇格組。背番号20。Bチーム所属。

#### 3年生
個性的な選手が多く、ムードメーカー的な選手が多い。
義経 健太（よしつね けんた）
声 - 興津和幸
ポジション：FW。ジュニアユース昇格組。背番号11。主将。Aチーム所属。前年度にはリーグ得点王に輝いた絶対的ストライカーだが、口を開けば語尾がやたらﾓｼﾞｮﾓｼﾞｮとしたり「〜ナリよ」とか付け始める坊主頭の変人。怪我のため一時降格し、その後多摩大付属戦でBチームに加わる。U-18チェコ遠征後エスペリオンのトップへの昇格が発表された。
志村 京（しむら きょう）
ポジション：DF。ジュニアユース昇格組。背番号3。Aチーム所属。エスペリオンのトップへの昇格が発表された。異常発達した大腿四頭筋を持ち、その瞬発力を活かした一対一でのボール回収は日本の高校年代最高レベル。顔はいかついが物言いは穏やか、小説が好きで後輩の育成を上級生の役目だと考える好人物。太宰治の本が好きなのか引用することがある。
小早川 透士（こばやかわ とうじ）
声 - 松浦義之
ポジション：MF/DF。ジュニアユース昇格組。背番号6。Aチーム所属。柏大商業高校戦後に怪我から復帰した。大学進学が決まりかけていたが、プレミアリーグ最終戦を前にJ2山形からオファーが届き、監督の助言を受け、セレクションを受けに行くこととなる。
山田 豊（やまだ ゆたか）
ポジション：MF/DF。ジュニアユース昇格組。背番号7（代表では4）。Aチーム所属。U-18チェコ遠征後エスペリオンのトップへの昇格が発表された。いずれ海外に行く事を目標に定めている。
馬場 昌徳（ばば まさのり）
ポジション：MF。背番号2。ジュニアユース昇格組。Aチーム所属。
二階堂 貫次（にかいどう かんじ）
ポジション：GK。背番号1。ジュニアユース昇格組。Bチーム→Aチーム。
藤宮 姫央（ふじみや きお）
声 - 上西哲平
ポジション：FW。背番号12。Bチーム所属。9月ごろに引退する。理学療法士を目指す。
一色 勝頼（いっしき かつより）
ポジション：DF。背番号9。Bチーム所属。9月ごろに引退する。海外挑戦のプロジェクトに参加し9月より渡欧、アルメニア1部への入団が決定。
斎藤 丈範（さいとう たけのり）
ポジション：MF。背番号5。Bチーム所属。9月ごろに引退する。志望大学の推薦が得られず、一般入試受験に専念。
中川 好秀（なかがわ よしひで）
ポジション：MF。背番号8。Bチーム所属。9月ごろに引退する。志望大学の推薦が得られず、一般入試受験に専念。

#### 監督・コーチ陣・クラブ関係者
福田 達也（ふくだ たつや）

伊達 望（だて のぞみ）
演 - 林野健志（2019年版）、鵜飼主水（2022年版） / 声 - 安元洋貴
ヘッドコーチ。34歳。経歴：東京国堂館高校→東京シティ・エスペリオン（J1）。
エスペリオンユースのヘッドコーチで、Bチームの監督にあたる。福田とは対照的なクールで厳ついオールバック。福田の無二の親友。選手時代はエスペリオン一筋だったOBでもあり、福田の人を見る力に信頼を置いているが、青井に関してはプロは無理だと断言した。しかし、「FWとしてはダメでもDFなら？」と問い返され、瞬時に福田の考えを理解した。だが、選手を無理やり転向させるのは反対だと言い張り、伝えるタイミングを作ってくれと福田に頼まれる。物語序盤からの葦人への厳しくも導くような発言は全てこのために行われていた。教える選手達の事をよく見ており、選手たちも最初は厳しい指導に反発していてもそのうち慕うようになっていく人徳の持ち主。ユース選手たちの精神的支柱となっており、ピンチに陥ってもベンチに現れただけでチームの士気が建て直される。
月島 亜希（つきしま あき）
演 - 吉田翔吾（2019年版）、谷佳樹（2022年版） / 声 - 阪口大助
ユースコーチ。28歳。経歴：エスペリオンジュニアユース→エスペリオンユース→南生大学→大宮アランチャーノ（J1）。
弁禅 醍悟（べんぜん だいご）
声 - 稲田徹
GKコーチ。34歳。経歴：鎌倉体育大付属高→阪東大学→東京シティ・エスペリオン（J1）→徳島ヴァルゴス（J2）。
壬生 晶（みぶ あきら)
エスペリオン広報。強面。実家が弁当屋
加瀬 順（かせ じゅん）
声 - 上田燿司
育成部長。49歳。経歴：東京シティ・エスペリオンユース監督→東京シティ・エスペリオン監督→女子日本代表コーチ。阿久津の育ての親として後見人になっている。
海堂 杏里（かいどう あんり）
演 - 秋本帆華（2019年版ダブルキャスト・2022年版）、佐武宇綺（2019年版ダブルキャスト） / 声 - 上田麗奈
エスペリオンの親会社・海堂電機の社長令嬢。将来の夢は監督という大のサッカー好きであり、頻繁に試合を観戦している。実は遊馬と幼馴染。富樫と絡む事が多く、助言で導いた事もある。次第にアシトに惹かれるが、案内役に選ばれることの多い花と顔を合わせる機会が多々あり、一時期三角関係になる。杏里の発言で葦人と花の関係がギクシャクした時期もあるが、船橋戦で2人の仲について決定的に察してしまう。その後は泣いている所を見られた富樫を解説役にして試合毎に連絡を取り合っている。

### 東京武蔵野蹴球団ユース
金田 晃教（かねだ あきのり）
演 - 日向野祥（2019年版）、羽谷勝太（2022年版） / 声 - 江口拓也
ポジション：FW（右ウイング）。背番号29。中野と同じくエスペリオンのセレクションに落選し、武蔵野ユースに入団。セレクションに合格した橘・大友・青井と慣れあったから落とされたとして逆恨みにも似た対抗心を燃やしており、エスペリオン打倒を宣言する。武蔵野ではエースストライカーとして活躍するが、チームメイトに対しても見下した態度を取ることから仲はギクシャクしていた。だがエスペリオンへ復讐するという強い対抗心と執念はエスペリオンへの劣等感に苛まれた武蔵野ユースに新しい風を吹き込み、最終的にはチームに受け入れられた。
中野 淳之介（なかの じゅんのすけ）
演 - 富田大樹（2019年版）、菊池颯人（2022年版） / 声 - 西山宏太朗
ポジション：DF。背番号27。アシトたちとともにエスペリオンのセレクションを受け、1次審査を通過するも落選。その後武蔵野ユースの監督にスカウトされ入団する。
武藤 千秋（むとう ちあき）
演 - 及川洸 / 声 - 小野友樹
ポジション：MF。背番号10。武蔵野ユースのキャプテン。橘とはジュニアからの知り合い。チーム随一のテクニックを持つ司令塔。
三上（みかみ）
声 - 丹羽正人
ポジション：MF。背番号7。チーム2位の得点数。スタミナと筋肉量が特長だが警告も多い。
塩巻（しおまき）
声 - 虎島貴明
ポジション：FW。背番号11。
円（まどか）
ポジション：DF（センターバック）。背番号2。
佐竹 晃司（さたけ こうじ）
演 - 高田淳 / 声 - 前野智昭
武蔵野ユース監督。ユースチームを結束させ開幕7連勝の首位に導く。元ジュニアユース監督で橘のことをよく知り、スランプに陥った橘を気にかける。
経歴：湘南スポルティングユース→明京大学→藤巻印刷（JFL）→鳥取ガイナス（J3）
モデルは連載開始当時東京武蔵野シティFCU-18監督だった増本浩平。
品川 圭介（しながわ けいすけ）
声 - 練馬大輔
武蔵野ユースコーチ。

### 東京VANSユース
辰巳 樹里（たつみ じゅり）
ポジション：MF（右ウイングバック）。3年生。背番号7。来年からのトップ昇格を決めている。
酒井 玄斗（さかい げんと）
ポジション：MF（左ウイングバック）。3年生。背番号8。来年からのトップ昇格を決めている。
宝生 和彦（ほうしょう かずひこ）
東京VANSユース監督。

### ガノン大阪ユース
早見 遼太郎（はやみ りょうたろう）
トップチーム帯同中。
三橋 健司（みつはし けんじ）
トップチーム帯同中。
森野 秀幸（もりの ひでゆき）
ガノン大阪ユース監督。37歳。経歴：ガノン大阪U-18→ガノン大阪（J1）→ブレーメン（ブンデスリーガ）→エスパニョール（ラ・リーガ）→ガノン大阪（J1）
日本代表キャップ：111（13ゴール）
トップチーム監督の病気療養に伴い、新監督に就任する。

### 船橋学院高校
トリポネ・ルフィン
ポジション：FW。背番号10。高校3年生。黒人とのハーフ。今年度のプレミアリーグ得点王。U-18の代表にも選ばれており、J1横浜Mに内定している。青森星蘭の北野と並んで葦人への影響が大きい選手で、葦人が試合中に光と闇の筋で世界への道を垣間見る時、いつもトリポネと北野の二人がその道の先に立っている。
世界レベルとも評されるこの世代最高峰のFWで、恵まれたフィジカルとバネで相手DFを圧倒する。攻守コンプリートに覚醒しかけた葦人の前に立ちはだかり、その身体能力で叩き潰しスランプに陥れた。葦人にとっても初めて絶対的な敗北感を与えられた選手で、トリポネとの出会いは一つの区切りにもなっている。後に復帰した葦人から再戦を望まれ、トリポネ自身もあの時の試合は楽しかったと語り、敵でも味方でもまた巡り会おうと約束した。
二原 尚章（ふたはら なおふみ）
ポジション：FW。背番号9。今年度のプレミアリーグ得点ランキング2位。
強靭なフィジカルを持ちながら、一気にトップスピードに乗る加速力も持ち合わせている。J1鳥栖に内定している。
サミー・ルフィン
ポジション：DF。右のSB。トリポネの弟。
夏目 仙市（なつめ せんいち）
船橋学院の監督。

### 青森星蘭高校
北野 蓮（きたの れん）
ポジション：MF。背番号10（代表では7）。U-18代表。葦人達と同じ高校1年生ながらU-18代表の司令塔として活躍する天才で、気の早いマスコミの間ではこの年代は北野世代という言葉も囁かれている。チームメンバーだけでなく相手選手をも支配してしまうそのプレイに、フィールドの悪魔という呼び名もある。1年生ながらJ1鹿島に既に内定している。エスペリオンVS大宮戦のビデオを見て、一目でアシトが自分と同じ俯瞰の才能を持っていると見抜き、それから界隈では未だ無名である彼の事をずっと憶えていた。船橋学院のトリポネと並んで葦人への影響が大きい選手で、葦人が試合中に光と闇の筋で世界への道を垣間見る時、いつもトリポネと北野の二人がその先に立っている。
葦人と同等の俯瞰能力を持ち、これにいち早く目覚め完成させている。これがフィールドの支配に繋がっており、足下の技術も高く一見すると葦人の上位互換にも思える。だが、ポジションの違いやプレイスタイルの差で別物となっている。プレミアリーグ最終決戦で葦人と対し、そのプレイが攻守コンプリート覚醒のヒントとなる。そして自分と一部似たところがあり同等の視野を持つ葦人と通じあい、敵でも味方でもまた巡り会おうと語った。
槇村 嬰人（まきむら えいと）
ポジション：GK。背番号15。2年生。U-18代表。プレミアリーグ初戦で義経と接触し、怪我をさせて退場してしまった。
かつてエスペリオンJrユースに所属していた。身長が理由でユースに昇格できなかったため、エスペリオンに強い恨みを持つ。
羽田 琉騎（はねだ りゅうき）
ポジション：FW。背番号7。3年生。青森星蘭の主将を務める。
元東京VANSユース所属。恵まれた環境に甘えた自分を変えるために青森星蘭に編入。J1ガノン大阪に内定。
藤長 泰陽（ふじなが たいよう）
ポジション：MF。背番号8。右サイドハーフ。プレミアアシストランキング3位。
中学時代は年代別代表に名を連ねたが伸び悩み青森星蘭に入学。J2VV長崎に内定。
山貝 ダーメイン ジェイ
ポジション：FW。背番号9。ガーナ人の父親を持つ長身FW。
堤 健太郎（つつみ けんたろう）
ポジション：DF。背番号11。攻撃型センターバック。
森山 ルナール 承
ポジション：DF。背番号2。南米系の母親を持つ大型センターバック。仙台ユースに昇格できなかった過去を持つ。
蔵馬
ポジション：FW。背番号6。
小沼
ポジション：MF。背番号3。
大葉
ポジション：DF。2年生。背番号16。
佐々木 颯人
ポジション：DF。2年生。背番号19。
樋沢
ポジション：FW。背番号13。チームきっての俊足。
木曾 直樹（きそ なおき）
ポジション：MF。1年。背番号28。
貫地谷
ポジション：DF。背番号4。
成宮（なりみや）
青森星蘭高校の監督。500万円ほどするスポーツブラタイプのGPSを自費で購入しチームに導入する。定年も近く息子もコーチをしている。
成宮 清吉（なりみや せいきち）
成宮監督の息子で青森星蘭のコーチ。福田、伊達と同年代。
橋本（はしもと）
青森星蘭のコーチ。

### 東京シティ・エスペリオンFC
出口 保（でぐち たもつ）
東京シティ・エスペリオンFCの選手であり、日本代表の主力FW。23歳。背番号10。J1では129試合に出場し36得点、日本代表では21試合に出場し6得点。
海外(ドイツ1部)への移籍が内定している。
難波 松昭（なんば まつあき）
東京シティ・エスペリオンFCの選手であり、日本代表のDF。26歳。J1では211試合に出場、日本代表では22試合に出場している。
ダンヴィッチ
東京シティ・エスペリオンFCの選手であり、クロアチア代表のMF。29歳。背番号8。
レオン・ガルガーノ
東京シティ・エスペリオンFCの選手であり、元ウルグアイ代表のDF。27歳。プレミアリーグに在籍した経験がある。
司馬 明孝（しば あきたか）
東京シティ・エスペリオンFCの選手であり、ワールドカップに2度出場している元日本代表のMF。40歳。背番号14。エスペリオン一筋20年のバンディエラで新人時代の福田や伊達にもプロの厳しさを叩きこんでいる。
エルナン・ガルージャ
東京シティ・エスペリオンFC監督 経歴:バルセロナユース→FCバルセロナ他→SCサバデル
エスペリオンユースの躍進を見てユースがアルカス・カップでバルセロナに勝てば、ユースメンバーを広くトップチームで試すと約束する。
かつては20歳で五輪のスペイン代表にも選ばれたMFだったが、23歳でバルセロナを退団して以降キャリアは低迷。10年ぶりに戻ったリーガの舞台で、移籍してきた福田の同僚となった。

### 青井の家族
青井 瞬（あおい しゅん）
声 - 中島ヨシキ
葦人の兄。葦人にサッカーを教える。外伝「アオアシ・ブラザーフット」の主人公。J2愛媛ユース入団に挑む。
青井 紀子（あおい のりこ）
声 - 園崎未恵
葦人と瞬の母。サッカーには疎く、試合を見ても何もわからないのでつまらないと興味を示さない。しかし子供たちの事は応援していて、苦しい家計をやりくりして送り出した。花と仲が良く、全く連絡を寄越さない葦人に変わって色々と連絡を取り合っている。

### その他
橘 都（たちばな みやこ）
声 - 真堂圭
橘の双子の姉で、東京武蔵野レディース所属。弟がエスペリオンユースに入団してからは試合をしょっちゅう観戦に訪れるようになり、よく取材に来ている金子記者や同じく観戦に来ている花や杏里とも仲良くなる。出会うたびに大友にモーションをかけられそのたびにスルーして流しているにもかかわらず、彼のちょっとした変化に気付いたりと実は意外とよく見ている。
金子 葵（かねこ あおい）
声 - 小松未可子
「サッカーエブリー」の女性記者。23歳。短髪で太眉が特徴。取材中に誤ってBチームの試合に訪れ、花と出会う。当初はユース自体に興味を持っていなかったが、成京戦でのアシトのプレーを見たことを切っ掛けにBチームの試合を追いかけるようになる。巨乳。
多恵（たえ）
竹島の彼女。理容師の娘。
市村 丈（いちむら じょう）
U-18日本代表監督。指導歴：ガノン大阪コーチ→レバルト山口（J2）監督→U-18監督。

## 書誌情報
- 小林有吾 『アオアシ』 小学館〈ビッグコミックス〉、既刊39巻（2025年4月30日現在）
  1. 2015年4月30日発売[14]、ISBN 978-4-09-186892-3
  2. 2015年7月30日発売[15]、ISBN 978-4-09-187144-2
  3. 2015年10月30日発売[16]、ISBN 978-4-09-187307-1
  4. 2016年1月29日発売[17]、ISBN 978-4-09-187433-7
  5. 2016年4月28日発売[18]、ISBN 978-4-09-187595-2
  6. 2016年7月29日発売[19]、ISBN 978-4-09-187716-1
  7. 2016年10月28日発売[20]、ISBN 978-4-09-187897-7
  8. 2017年1月30日発売[21]、ISBN 978-4-09-189337-6
  9. 2017年4月28日発売[22]、ISBN 978-4-09-189487-8
  10. 2017年7月28日発売[23]、ISBN 978-4-09-189605-6
  11. 2017年10月30日発売[24]、ISBN 978-4-09-189721-3
  12. 2018年2月23日発売[25]、ISBN 978-4-09-189796-1
  13. 2018年5月30日発売[26]、ISBN 978-4-09-189878-4
  14. 2018年8月30日発売[27]、ISBN 978-4-09-860062-5
  15. 2018年11月30日発売[28]、ISBN 978-4-09-860133-2
  16. 2019年3月29日発売[29]、ISBN 978-4-09-860244-5
  17. 2019年6月28日発売[30]、ISBN 978-4-09-860316-9
  18. 2019年10月30日発売[31]、ISBN 978-4-09-860404-3
  19. 2020年1月30日発売[32]、ISBN 978-4-09-860465-4
    - エスペリオンユニフォーム付き限定版 同日発売[33]、ISBN 978-4-09-943059-7

  20. 2020年4月27日発売[34]、ISBN 978-4-09-860596-5
  21. 2020年7月30日発売[35]、ISBN 978-4-09-860679-5
  22. 2020年10月30日発売[36]、ISBN 978-4-09-860753-2
  23. 2021年2月26日発売[37]、ISBN 978-4-09-860855-3
  24. 2021年5月28日発売[38]、ISBN 978-4-09-861047-1
  25. 2021年8月30日発売[39]、ISBN 978-4-09-861126-3
  26. 2021年11月12日発売[40]、ISBN 978-4-09-861179-9
  27. 2022年2月28日発売[41]、ISBN 978-4-09-861251-2
  28. 2022年5月30日発売[42]、ISBN 978-4-09-861336-6
  29. 2022年8月30日発売[43]、ISBN 978-4-09-861394-6
  30. 2022年11月10日発売[44]、ISBN 978-4-09-861468-4
  31. 2023年2月28日発売[45]、ISBN 978-4-09-861585-8
  32. 2023年5月30日発売[46]、ISBN 978-4-09-861705-0
  33. 2023年9月28日発売[47]、ISBN 978-4-09-862518-5
  34. 2023年12月27日発売[48]、ISBN 978-4-09-862618-2
  35. 2024年3月29日発売[49]、ISBN 978-4-09-862689-2
  36. 2024年6月28日発売[50]、ISBN 978-4-09-862776-9
  37. 2024年9月30日発売[51]、ISBN 978-4-09-863033-2
  38. 2024年12月26日発売[52]、ISBN 978-4-09-863085-1
  39. 2025年4月30日発売[53]、ISBN 978-4-09-863409-5
- 小林有吾 『アオアシ ブラザーフット』 小学館〈ビッグコミックス〉、既刊1巻（2021年8月30日現在）
  1. 2021年8月30日発売[54]、ISBN 978-4-09-861163-8
- 小林有吾 『アオアシ ジュニア版』 小学館〈少年サンデーコミックス〉、既刊39巻（2025年8月18日現在）
  1. 2022年3月17日発売[55]、ISBN 978-4-09-851089-4
  2. 2022年3月17日発売[56]、ISBN 978-4-09-851090-0
  3. 2022年4月18日発売[57]、ISBN 978-4-09-851094-8
  4. 2022年4月18日発売[58]、ISBN 978-4-09-851095-5
  5. 2022年5月18日発売[59]、ISBN 978-4-09-851096-2
  6. 2022年5月18日発売[60]、ISBN 978-4-09-851097-9
  7. 2022年6月17日発売[61]、ISBN 978-4-09-851179-2
  8. 2022年6月17日発売[62]、ISBN 978-4-09-851180-8
  9. 2022年7月15日発売[63]、ISBN 978-4-09-851249-2
  10. 2022年7月15日発売[64]、ISBN 978-4-09-851250-8
  11. 2022年8月18日発売[65]、ISBN 978-4-09-851267-6
  12. 2022年8月18日発売[66]、ISBN 978-4-09-851268-3
  13. 2022年9月15日発売[67]、ISBN 978-4-09-851307-9
  14. 2022年9月15日発売[68]、ISBN 978-4-09-851308-6
  15. 2022年10月18日発売[69]、ISBN 978-4-09-851369-7
  16. 2022年10月18日発売[70]、ISBN 978-4-09-851370-3
  17. 2022年11月18日発売[71]、ISBN 978-4-09-851427-4
  18. 2022年11月18日発売[72]、ISBN 978-4-09-851428-1
  19. 2022年12月16日発売[73]、ISBN 978-4-09-851518-9
  20. 2022年12月16日発売[74]、ISBN 978-4-09-851519-6
  21. 2023年1月18日発売[75]、ISBN 978-4-09-851548-6
  22. 2023年1月18日発売[76]、ISBN 978-4-09-851549-3
  23. 2023年2月16日発売[77]、ISBN 978-4-09-851550-9
  24. 2023年2月16日発売[78]、ISBN 978-4-09-851551-6
  25. 2023年3月16日発売[79]、ISBN 978-4-09-852038-1
  26. 2023年3月16日発売[80]、ISBN 978-4-09-852039-8
  27. 2023年4月18日発売[81]、ISBN 978-4-09-852040-4
  28. 2023年4月18日発売[82]、ISBN 978-4-09-852041-1
  29. 2023年5月18日発売[83]、ISBN 978-4-09-852042-8
  30. 2023年5月18日発売[84]、ISBN 978-4-09-852043-5
  31. 2023年6月16日発売[85]、ISBN 978-4-09-852662-8
  32. 2023年12月18日発売[86]、ISBN 978-4-09-853034-2
  33. 2023年12月18日発売[87]、ISBN 978-4-09-853035-9
  34. 2024年6月18日発売[88]、ISBN 978-4-09-853409-8
  35. 2024年6月18日発売[89]、ISBN 978-4-09-853410-4
  36. 2025年2月18日発売[90]、ISBN 978-4-09-853778-5
  37. 2025年2月18日発売[91]、ISBN 978-4-09-853779-2
  38. 2025年8月18日発売[92]、ISBN 978-4-09-854189-8
  39. 2025年8月18日発売[93]、ISBN 978-4-09-854192-8
- 江橋よしのり（著） / 小林有吾（原作・絵） 『小説 アオアシ』 小学館〈小学館ジュニア文庫〉、全5巻
  1. 2022年4月18日発売[94]、ISBN 978-4-09-231412-2
  2. 2022年6月24日発売[95]、ISBN 978-4-09-231421-4
  3. 2022年9月16日発売[96]、ISBN 978-4-09-231431-3
  4. 2023年1月27日発売[97]、ISBN 978-4-09-231431-3
  5. 2023年3月31日発売[98]、ISBN 978-4-09-231450-4

## 舞台
2019年7月11日から15日にシアター1010にて上演された。また、2022年5月18日から22日にこくみん共済 coop ホール／スペース・ゼロにてキャストを一部変更した再演が上演された。

### キャスト（舞台）
| アンサンブル（2019年版） - 伊藤智則 - 岸拓矢 - 小松健太 - 佐藤淳 - 坂田大夢 - 中山フラビオー秋 - 保田航平 - 松本大志郎 - 丸山和志 - 山口晶太郎 | アンサンブル（2022年版） - 宮村知良 - 大崎聖奈 - 大山翔 - 田中翔太 - 久留嶋帆 - 前田優輝 |

### スタッフ（舞台）
- 原作 - 小林有吾
- 脚本 - 伊勢直弘
- 演出 - 伊勢直弘（2019年版） / 鄭光誠（2022年版）

## テレビアニメ
第1期は2022年4月9日から9月24日にかけてNHK Eテレにて毎週土曜18時25分 - 18時50分に放送された。
第2期は2026年より放送予定。

### スタッフ
- 原作 - 小林有吾[11]
- 監督 - さとう陽[11]
- シリーズ構成 - 横谷昌宏[11]
- チーフ演出 - 曽我準
- サッカー監修 - 竹下健一、曽我準、飯塚健司[11]
- キャラクターデザイン - 中武学、川村敏江、山口飛鳥、長谷川早紀[11]
- サブキャラクターデザイン - 清池奈保、渡部由紀子、大導寺美穂、白井英介[11]、本田真之
- プロップデザイン - 伊東ありさ、津坂美織[11]、牛丸圭華
- 色彩設計 - 上野詠美子[11]
- 美術監督 - 垣堺司、竹田悠介[11]
- 美術設定 - 金平和茂、伊井蔵[11]
- 2Dワークス - 濱中亜希子[11]
- プリビジュアライゼーション - 前島昌格[11]
- 3D - 森本シグマ[11]
- 撮影監督 - 今関舞子[11]
- 編集 - 村上義典[11]
- 音響監督・録音調整 - はたしょう二[11]
- 音楽 - 横山克[11]
- プロデューサー - 勝谷潤一、森廣扶美、苗代憲一郎、岩崎沙耶花、団野喜人
- アニメーションプロデューサー - 黒木類
- アニメーション制作 - Production I.G（第1期）[11]、トムス・エンタテインメント（第2期）[103]
- 制作・著作 - 「アオアシ」製作委員会

### 主題歌
「無心拍数」
[Alexandros]による第1期第1クールオープニングテーマ。作詞・作曲はYoohei Kawakami、編曲は[Alexandros]。
「Blue Diary」
Rin音による第1期第1クールエンディングテーマ。作詞はRin音、編曲はYuta Hashimoto、作曲は両名の共作。
「Presence」
Superflyによる第1期第2クールオープニングテーマ。作詞は越智志帆、編曲は宮田“レフティ”リョウ、作曲は越智、木崎賢治、宮田の共作。
「カラー・リリィの恋文」
神はサイコロを振らないによる第1期第2クールエンディングテーマ。作詞・作曲は柳田周作、編曲はトオミヨウ。

### 各話リスト
| #01 | ファーストタッチ                           | 横谷昌宏   | さとう陽                 | さとう陽 曽我準（サッカーパート）   | 山口飛鳥 福原麻衣 興村忠美 （アクション） 窪敏（アクション） 山口飛鳥（総）                               | 2022年 4月9日 |
| #02 | 東京シティ・エスペリオン                   | 横谷昌宏   | 殿勝秀樹                 | 殿勝秀樹 竹下健一（サッカーパート） | 荒川紗希 大導寺美穂                                                                                       | 4月16日       |
| #03 | 最終試験開始                               | 大東大介   | さとう陽                 | 飛田剛                              | 青野厚司 武内啓 河村明夫 高乗陽子 村松尚雄                                                                | 4月23日       |
| #04 | CROW                                       | 入江信吾   | さとう陽                 | 鈴木考聡 曽我準（サッカーパート）   | 会津五月 津熊健徳 小林冴子 入江健司 吉川真一                                                              | 4月30日       |
| #05 | オレンジ色の景色                           | 横谷昌宏   | 長沼範裕                 | 長沼範裕                            | 長谷川早紀 井川麗奈                                                                                       | 5月7日        |
| #06 | 最初のファン                               | 早川スミカ | いがりたかし             | 浜田将太                            | ふくだのりゆき 小林冴子 鳥山冬美 中熊太一 袴田裕二                                                        | 5月14日       |
| #07 | ユース初陣                                 | 入江信吾   | 浜名孝行                 | 佐々木純人                          | 荒川紗希 河村明夫 福田紀之 村松尚雄 窪敏                                                                  | 5月21日       |
| #08 | 夜練                                       | 横谷昌宏   | 田頭真理恵               | 雄谷将仁 曽我準（サッカーパート）   | 菊池陽介 吉田翔太                                                                                         | 5月28日       |
| #09 | 広がるサッカー                             | 大東大介   | 曽我準 浜名孝行          | 関宏正 曽我準（サッカーパート）     | 早乙女啓 北村晋哉 会津五月 津熊健徳 入江健司                                                              | 6月4日        |
| #10 | 譲れないこと                               | 早川スミカ | 佐山聖子                 | 渡辺純央                            | もろゆき沙羅 福原麻衣 高乗陽子                                                                            | 6月11日       |
| #11 | 東京都リーグ第1節 成京高校戦               | 入江信吾   | さとう陽 曽我準 白井英介 | 鈴木真彦                            | 入江健司 会津五月 高乗陽子 福原麻衣 河村明夫                                                              | 6月18日       |
| #12 | EAGLE EYE                                  | 入江信吾   | 曽我準                   | 斉藤秀二 曽我準（サッカーパート）   | ふくだのりゆき 早乙女啓 北村晋也 大導寺美穂 荒川紗希                                                      | 6月25日       |
| #13 | 転                                         | 横谷昌宏   | 曽我準                   | 曽我準                              | もろゆき沙羅 細田沙織 岡田正和 西田美弥子 丸藤広貴                                                        | 7月2日        |
| #14 | たかがサッカー                             | 大東大介   | 長沼範裕                 | 長沼範裕                            | 長谷川早紀 大導寺美穂 小林冴子 黄瀬和哉                                                                   | 7月9日        |
| #15 | いるべき場所                               | 早川スミカ | 浜田将太                 | 浜田将太                            | 福原麻衣 入江健司 小林冴子 河村明夫 高乗陽子                                                              | 7月16日       |
| #16 | お前みたいに                               | 入江信吾   | 清水聡                   | 阿部将光                            | 石井明治 日向正樹 蘇武裕子 山本径子                                                                       | 7月23日       |
| #17 | 東京都リーグ第7節 多摩体育大学附属高校戦   | 竹下健一   | 横山和基                 | 渡辺純央 曽我準（サッカーパート）   | 大導寺美穂 荒川紗希                                                                                       | 7月30日       |
| #18 | Wind of Change                             | 竹下健一   | 横山和基                 | 渡仲紳之助 曽我準（サッカーパート） | もろゆき沙羅 福原麻衣 長谷川早紀 細田沙織                                                                 | 8月6日        |
| #19 | 俺たちにないもの                           | 早川スミカ | 夕一美                   | 夕一美                              | 会津五月 小林冴子 北村晋哉 早乙女啓 平野翔                                                                | 8月20日       |
| #20 | 本当に弱い奴は                             | 早川スミカ | いがりたかし             | 鈴木真彦                            | 入江健司 高乗陽子 ふくだのりゆき 清池奈保 村松尚雄                                                        | 8月27日       |
| #21 | 東京都リーグ第8節 東京武蔵野蹴球団ユース戦 | 入江信吾   | 中澤一登                 | 斉藤秀二                            | 中武学 片山貴仁 長谷川早紀 福原麻衣 小林冴子                                                              | 9月3日        |
| #22 | 修羅の如く                                 | 入江信吾   | 高橋哲也                 | 浜田将太                            | 大導寺美穂 福原麻衣 高乗陽子 会津五月 河村明夫                                                            | 9月10日       |
| #23 | 頑張れ負けるな力のかぎり                   | 横谷昌宏   | いがりたかし 曽我準      | 渡辺純央 曽我準                     | 入江健司 小林冴子 長谷川早紀 北村晋哉 長屋侑利子 興村忠美（アクション） 窪敏（アクション） 山口飛鳥（総） | 9月17日       |
| #24 | ここから                                   | 横谷昌宏   | 曽我準 さとう陽          | さとう陽                            | 福原麻衣 河村明夫 大導寺美穂 中武学 興村忠美（アクション） 窪敏（アクション） 山口飛鳥（総）              | 9月24日       |

### 配信局
インターネットでは、2022年4月10日より毎週日曜0時にバンダイチャンネル、Amazon Prime Video、U-NEXT、dアニメストア、dTV、Hulu、TELASA、J:COMオンデマンドメガパック、milplus、スマートパスプレミアムにて、2022年4月12日より毎週火曜12時にNetflix、ひかりTV、アニメ放題、FOD、ふらっと動画、Google Play、ビデオマーケット、GYAO!ストア、DMM.com、music.jp、Rakuten TV、HAPPY!動画、ムービーフルPlusにて順次配信された。

### BD / DVD
| 巻 | 発売日         | 収録話          | 規格品番   | 規格品番   |
| 巻 | 発売日         | 収録話          | BD         | DVD        |
| -- | -------------- | --------------- | ---------- | ---------- |
| 1  | 2022年9月28日  | 第1話 - 第12話  | MJHX-02033 | MJHD-05029 |
| 2  | 2022年12月21日 | 第13話 - 第24話 | MJHX-02034 | MJHD-05030 |

### コラボレーション企画
NHK Eテレでの放送ではエンディング後にJリーグとの連動企画としてJリーグ所属選手によるスゴ技を披露するミニコーナー「#Jリーグアオアシチャレンジ」が放送された。
| 話数 | 選手                   | 所属（放送時点）       | スゴ技             |
| ---- | ---------------------- | ---------------------- | ------------------ |
| #01  | 大島僚太               | 川崎フロンターレ       | 踵リフティング     |
| #02  | 上門知樹               | セレッソ大阪           | ドライブシュート   |
| #03  | ジョルディ クルークス  | アビスパ福岡           | ミドルシュート     |
| #04  | 細谷真大               | 柏レイソル             | リフティング技     |
| #05  | マテウス カストロ      | 名古屋グランパス       | フリーキック       |
| #06  | 本田風智               | サガン鳥栖             | 両足クロスバー当て |
| #07  | 古川陽介               | ジュビロ磐田           | キックフェイント   |
| #08  | 小野伸二               | 北海道コンサドーレ札幌 | トラップ           |
| #09  | 中村仁郎               | ガンバ大阪             | リフティング技     |
| #10  | ガブリエル シャビエル  | 北海道コンサドーレ札幌 | ドリブル技         |
| #11  | 山田直輝               | 湘南ベルマーレ         | 前転ヘディング     |
| #12  | 浅野雄也               | サンフレッチェ広島     | リフティング技     |
| #13  | 紺野和也               | FC東京                 | カットインシュート |
| #14  | 川﨑颯太               | 京都サンガF.C.         | トラップ           |
| #15  | 汰木康也               | ヴィッセル神戸         | 上げ技             |
| #16  | 権田修一               | 清水エスパルス         | PKストップ         |
| #17  | 西川周作               | 浦和レッズ             | パントキック       |
| #18  | 神谷優太               | 清水エスパルス         | リフティング技     |
| #19  | 杉岡大暉               | 湘南ベルマーレ         | クロス             |
| #20  | バングーナガンデ佳史扶 | FC東京                 | クロス             |
| #21  | 関川郁万               | 鹿島アントラーズ       | ヘディングシュート |
| #22  | チャナティップ         | 川崎フロンターレ       | ターン             |
| #23  | マルコス ジュニオール  | 横浜F・マリノス        | 上げ技             |

第1話放送のあくる日、2022年4月10日のNHK総合テレビジョン（一部地域除く）においての『Jリーグ中継・FC東京対浦和レッドダイヤモンズ』（会場：味の素スタジアム）で、本作品のテレビ放送開始記念コラボレーションが行われた。
当企画では、主人公の葦人の活躍するサイドバックの世界観を再現するため、サイドバックを常に撮影するカメラ、並びにピッチ上空から空撮カメラを設け、全体を俯瞰して撮影するカメラからの放送を展開し、サイドバッカーの動きぶりについてみていくというものだった
また、NHK BS1でJ1リーグ開催日（原則夜間　土曜日開催の場合は22:00ｰ22:40）に生放送している試合のハイライト番組『Jリーグタイム』においても、「今日のアオアシ」と題した特設コーナーが2022年3月から設けられた。同コーナーは、本作品を読んで共感を覚えたJリーガーやNHKのJリーグ解説者がその作品を読んで思ったことを述べたり、またその週のJリーグの試合で、サッカー少年や草サッカー愛好家の参考となるプレーを解説する「今日のアオアシプレー」などを放送している。

## タイアップ
伊予鉄グループ
2022年3月1日より、松山市内線の電車（モハ2100形）、および森松・砥部線のバス車両に本作のラッピングを施し運行している。